# Ringfort

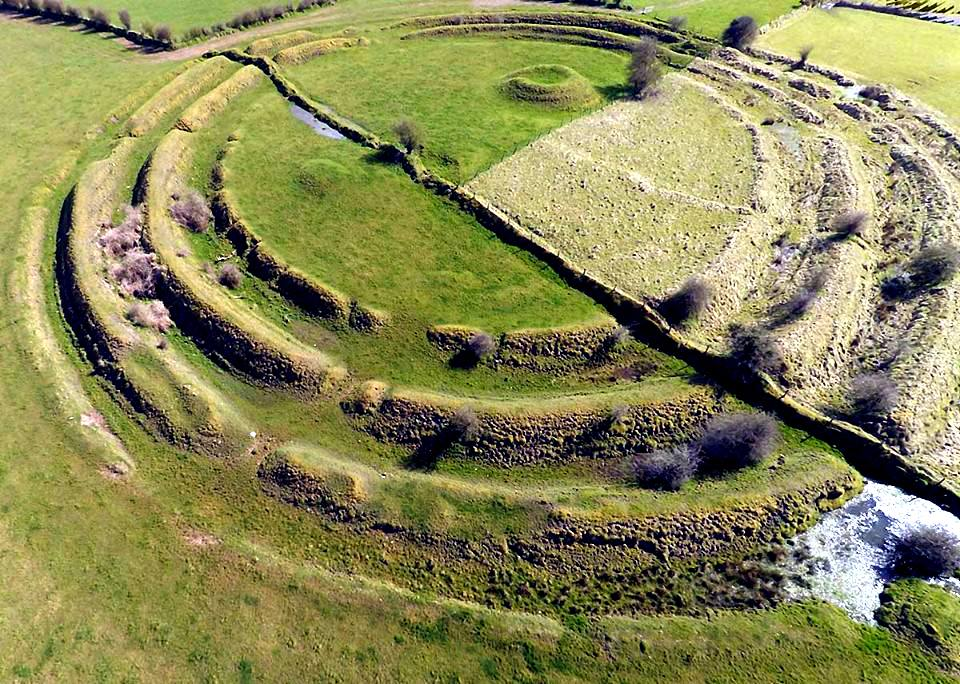
Rathrar ringfort, Irlande

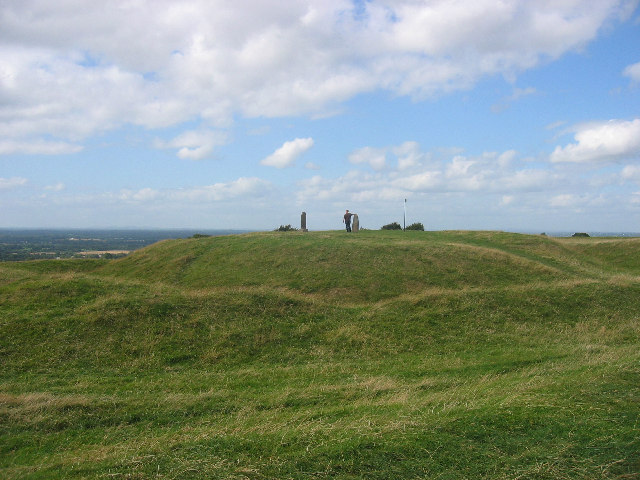
Tara Ring Fort, Niall Noigiallach.

Un fort circulaire ou ringfort est un site fortifié dont il est généralement admis qu'il date de l'âge du fer, des débuts de l'ère chrétienne ou du haut Moyen Âge, qu'on trouve dans le nord de l'Europe, principalement en Irlande. Ces forts sont aussi connus sous les appellations ráth, caiseal, cathair et dún dans les premières sources irlandaises. Les ràth sont faits en terre, les caiseal (anglicisés en cashel) et les cathair (appellation du sud-est irlandais) sont construits en pierre. Le dún est un site  de plus grande importance car il est le siège d’une autorité, d'un dirigeant ; ce terme s'applique aussi aux promontory forts (« éperons barrés »).

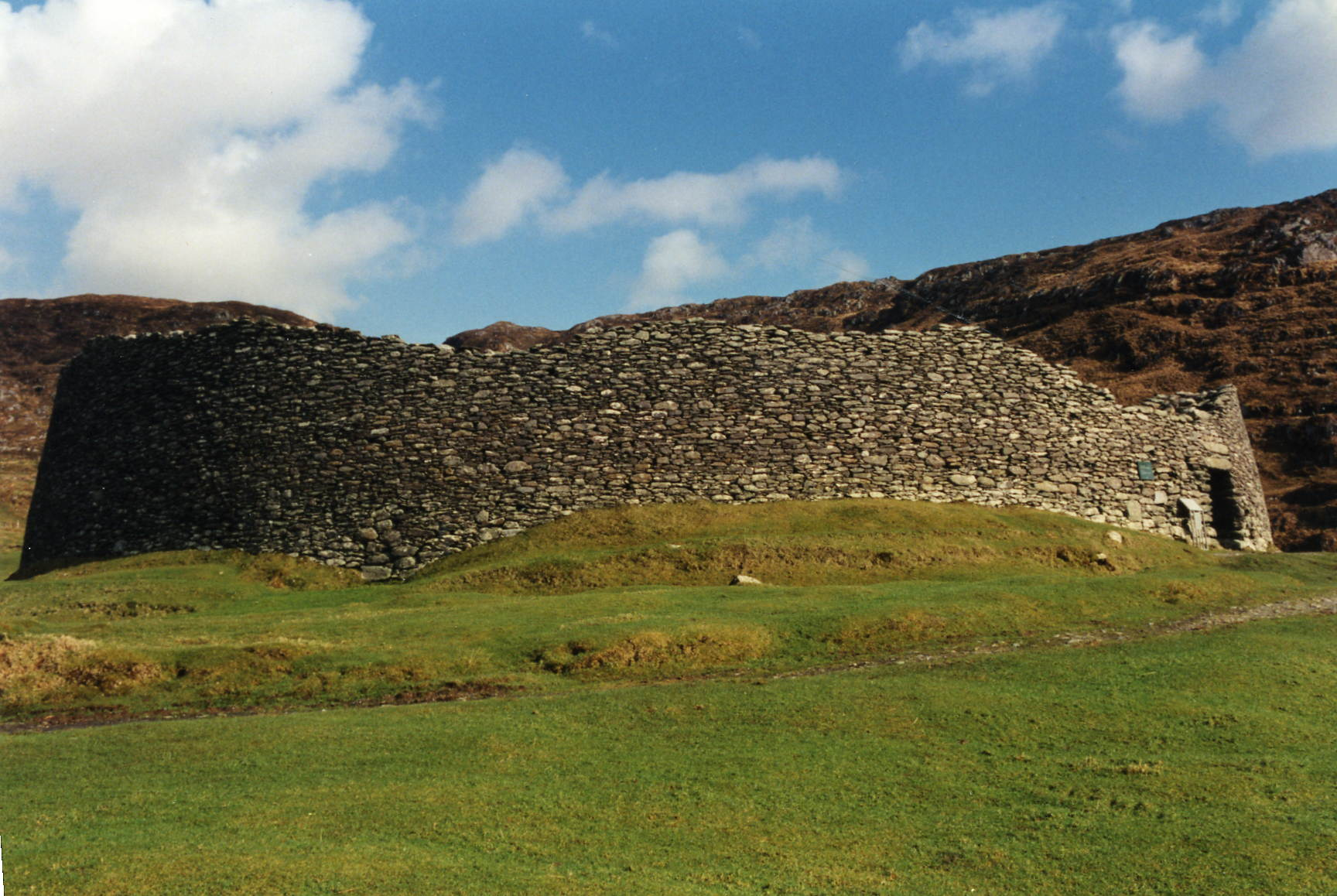
Staigue fort dans le Comté de Kerry

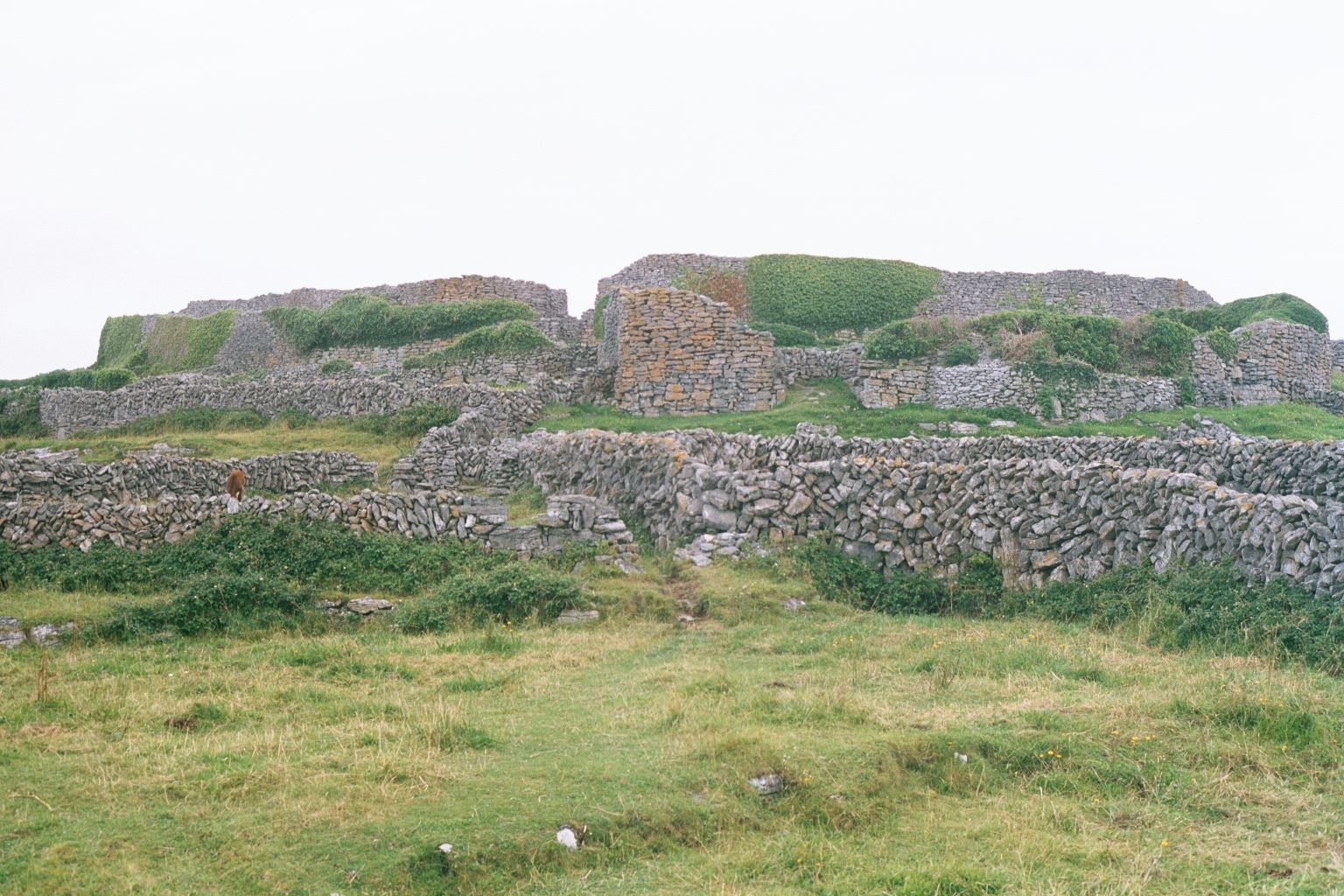
Fort circulaire, île d'Inishmaan, Aran Islands, Irlande

Que ce soit en quantité ou en distribution, aucune source historique ou archéologique médiévale n'égale en Irlande les forts circulaires. Plus de 45 000 sites ont été identifiés comme étant des forts circulaires à travers l'Irlande et il est généralement admis que 60 000 sites sont potentiellement identifiables. Il est probable qu'en raison des pratiques de l'agriculture intensive, le nivellement des champs et l'extension des zones urbanisées, certains sites aient disparu aujourd’hui. Au travers des cartes topographiques de l'Ordnance Survey Ireland et les photographies aériennes de nombreux sites jusque-là invisibles ont pu être retrouvés. De même, le large travail archéologique mené parallèlement au grand programme de construction des routes irlandaises a permis de mettre au jour de nombreux forts circulaires et devrait continuer à le faire dans l'avenir.
Malgré des variations de densités entre régions, en particulier dans le comté de Meath à l'inverse ils sont peu nombreux dans le Leinster, ils sont une des caractéristiques du pays, avec une densité moyenne légèrement supérieure à 1 fort pour 2 km2. Bien qu'ils soient nombreux, un consensus doit encore être trouvé quant aux deux principales questions qui les concernent : quand ont-ils été construits et dans quel but ?

## Chronologie
Le débat sur la chronologie de la construction des forts circulaires résulte de leur nombre très important et du très faible nombre d'autres sites d'implantation humaine conservés entre les périodes celtes, du début de la christianisation à l'arrivée des vikings. Trois grandes théories s'affrontent concernant la date de construction de ces forts circulaires. La première propose qu'ils aient été construits à l'âge du fer. La seconde suppose qu'ils aient été habités et utilisés jusqu'au bas Moyen Âge et même jusqu'à la période moderne. La dernière, et la plus généralement admise est que les forts circulaires aient été édifiés durant la seconde moitié du premier millénaire, théorie qui a d'ailleurs été approfondie par Matthew Stout ces dernières années.

### Théories concernant la période de construction
Les théories existantes, que ce soit en faveur d'une construction antérieure ou au contraire postérieure à cette période, sont toutes deux basées sur le même constat (développé par Tadhg O’Keefe) : La raison pour laquelle on place a priori la construction des forts circulaires au bas Moyen Âge... est basée sur l'absence de toute autre construction pour cette période dans ces territoires. En d'autres termes, si les Celtes irlandais ne vivaient pas dans les forts circulaires, où vivaient-ils ?

#### Âge du fer
La théorie selon laquelle les forts circulaires datent de l'âge du fer ou dérivent de formes existantes à cette période a été développée par Darren Limbert. Son hypothèse se base sur des réinterprétations de documents existants autant que de nouvelles interprétations. Comme seule une faible proportion de forts circulaires ont été intégralement fouillés et qu'il n'est pas pour l'instant question d'intégrer les résultats sur le plan national, les preuves sont pour l'instant trop minces pour conclure à une origine générale des forts circulaires à l'époque précédent la christianisation.

#### Usage continu jusqu'à la fin du bas Moyen Âge
A l'autre bout du spectre historique, on a mis en avant l'argument que les ringforts auraient été en usage à la fin du Moyen Âge

## Fonctions

### Industrielle
Des sites ont fourni la preuve que les ringforts ont joué un rôle économique plus complexe que celui de simple exploitation fermière. Le ringfort de Garannes dans le comté de Cork en est un bon exemple. Aucune trace d’habitation n’a été retrouvée sur ce dernier mais des indices suggèrent que le site avait une nature industrielle. La découverte de poterie continentale laisse évoquer que ce ringfort commerçait avec le continent et aurait pu agir comme porte d’entrée pour des denrées précieuses dans l’économie locale.